# Elizabeth Blount
Elizabeth Blount (1500 /1502 – 1539/1540) meglio conosciuta con il diminutivo di "'Bessie"', è stata una cortigiana inglese, amante di Enrico VIII d'Inghilterra e madre di un suo figlio naturale.

## Infanzia
Bessie era figlia di Sir John Blount e Catherine Pershall, di Kinlet, Bridgnorth nello Shropshire. Sir John  Blount era un servitore fedele, anche se insignificante, della famiglia reale, che accompagnò re Enrico in Francia nel 1513 quando intraprese la guerra contro Luigi XII di Francia.
Poco si sa dei primi anni di Elizabeth Blount, tranne che per la sua reputazione riguardo alla sua bellezza, e per la sua relazione con re Enrico VIII (nato il 28 giugno 1491, era più grande di Bessie di 8 o 10 anni). Non vi è un ritratto conosciuto di lei esistente. Da ragazza, arrivò alla corte del re per servire come dama di compagnia della regina, Caterina d'Aragona. 
Nel Natale del 1514 fu una delle quattro “Dame di Savoia” che danzarono insieme ai quattro “re di Portogallo”. In questa occasione il partner di Bessie era il sovrano.
Fu in queste circostanze che la giovane adolescente catturò l'attenzione del re e divenne sua amante intorno all'inizio del 1514 o 1515, e proseguendo per circa otto anni.

## Amante del Re

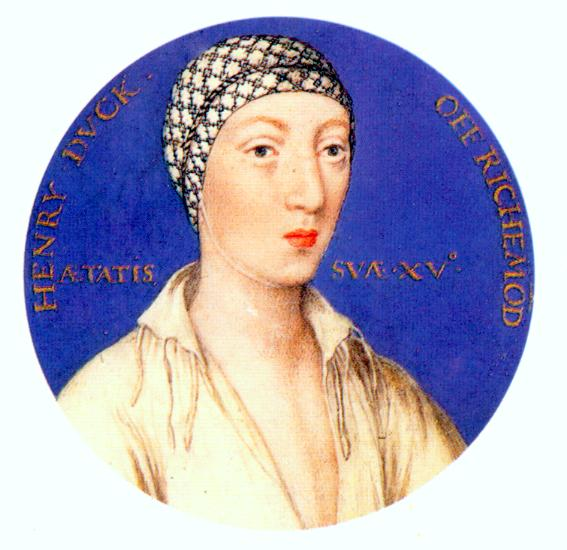
Henry Fitzroy, Duca di Richmond

La sua relazione con Enrico VIII  durò per un certo periodo di  tempo, rispetto ad  altre relazioni, che sono state generalmente di breve durata e non riconosciute.  Il 15 giugno 1519, Bessie partorì al re un figlio illegittimo a cui fu messo il nome di Henry FitzRoy, e che fu poi nominato duca di Richmond e Somerset e Conte di Nottingham. Fu l'unico figlio illegittimo di Enrico VIII che il re riconobbe come suo. Dopo la nascita del bambino, la relazione tra i due ebbe termine per motivi sconosciuti. Per dimostrare che re Enrico era in grado di generare figli sani, Elizabeth Blount viene citata in un detto popolare, "Bless 'ee, Bessie Blount", che circolava spesso durante e dopo quel periodo.
Poco dopo la nascita di suo figlio, il re intraprese una relazione con Maria Bolena, che può essere in parte la causa del congedo della Blount. Come la Blount, anche la Bolena non è mai stata riconosciuta come amante ufficiale del re e la posizione pubblica di maîtresse en titre non è mai stata offerta da Enrico a nessuna eccetto Anna Bolena, che rifiutò.

## Discendenza
Dalla relazione con Enrico VIII:
1. Henry FitzRoy, I Duca di Richmond e Somerset, I Conte di Nottingham, nato nel 1519, morto nel 1536. Sposò Lady Mary Howard da cui non ebbe figli;

Dal suo matrimonio con Gilbert Tailboys o Talboys, I Barone Tailboys of Kyme
1. Elizabeth Tailboys, IV Baronessa Tailboys of Kyme nata intorno al 1520, morta nel 1563, alla morte del fratello minore divenne la terza Baronessa Tailboys di Kyme. Sposò in prime nozze Thomas Wymbish, of Nocton (morto nel  1553), che rivendicò il titolo in diritto della moglie. Fu tuttavia stabilito che un marito non  poteva arrogarsi il titolo della moglie se non avesse avuto figli da lei; questa sentenza fu la decisione finale sulla questione. Sposò in seconde nozze, il 23 novembre 1553, Ambrose Dudley, III conte di Warwick  (1529-1589. Morì intorno al 1560, e poiché da nessuno dei due matrimoni nacquero figli, la baronia si estinse.
2. George Tailboys, II Barone Tailboys of Kyme nato intorno al 1522, che successe come secondo Barone Tailboys di Kyme, e morto il 6 settembre 1539. Sposò Margaret Skipwith nel 1539 da cui non ebbe figli.
3. Robert Tailboys, III Barone Tailboys of Kyme de Jure Lord Kyme, nato intorno al 1523, morto nel 1541.

Dal suo secondo matrimonio con Edward Clinton o Fiennes:
1. Lady Bridget Clinton (n. 1536), sposò Robert Dymoke di Scrivelsby;
2. Lady Katherine Clinton (1538 - 1621), sposò William Burgh, Lord Burgh;
3. Lady Margaret Clinton (1539), sposò Charles Willoughby, II Barone Willoughby of Parham (morto nel 1603) da cui ebbe cinque figli.

## Bessie Blount nella cultura di massa
La prima apparizione di Bessie in televisione come vero e proprio personaggio è con la serie I Tudors, dove la interpreta l'attrice inglese Ruta Gedmintas, per le prime due stagioni. 
Bessie viene anche menzionata nel romanzo di Jean Plaidy The Shadow of the Pomegranate.